# Traiguera
Traiguera ist eine Gemeinde (municipio) in Ostspanien, nahe der Costa del Azahar, an der nördlichen Grenze der Provinz Castellón. Traiguera hat 1.300 Einwohner (Stand: 2024). Zur Gemeinde gehören neben dem Hauptort Traiguera die Ortschaften Fuente de la Salud und Masía Avench.

## Lage
Traiguera liegt etwa 75 Kilometer nordnordöstlich von Castellón de la Plana und etwa 160 Kilometer nördlich von Valencia in einer Höhe von ca. 270 m.

## Bevölkerungsentwicklung
| Jahr      | 1900 | 1950 | 1970 | 1981 | 1991 | 2001 | 2011 | 2021 |
| Einwohner | 2962 | 2093 | 1831 | 1798 | 1646 | 1573 | 1686 | 1358 |

## Sehenswürdigkeiten
- Kirche Mariä Himmelfahrt (Iglesia de  Nuestra Señora de la Asunción)
- Wallfahrtskirche Unser Lieben Frau von Fuente de la Salud
- Vinzenzkapelle
- Jakobskapelle
- Blasiuskapelle

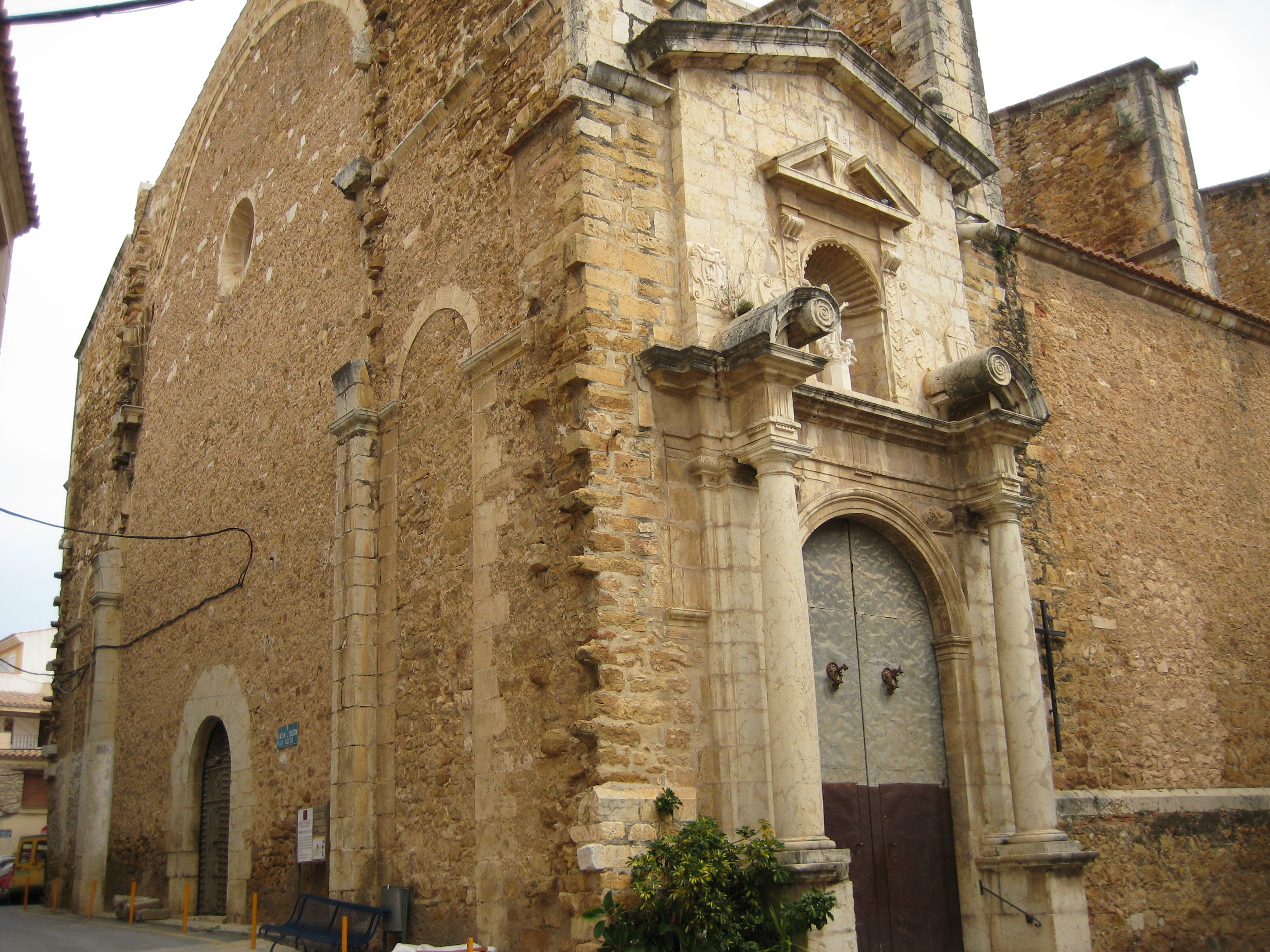
Kirche Mariä Himmelfahrt
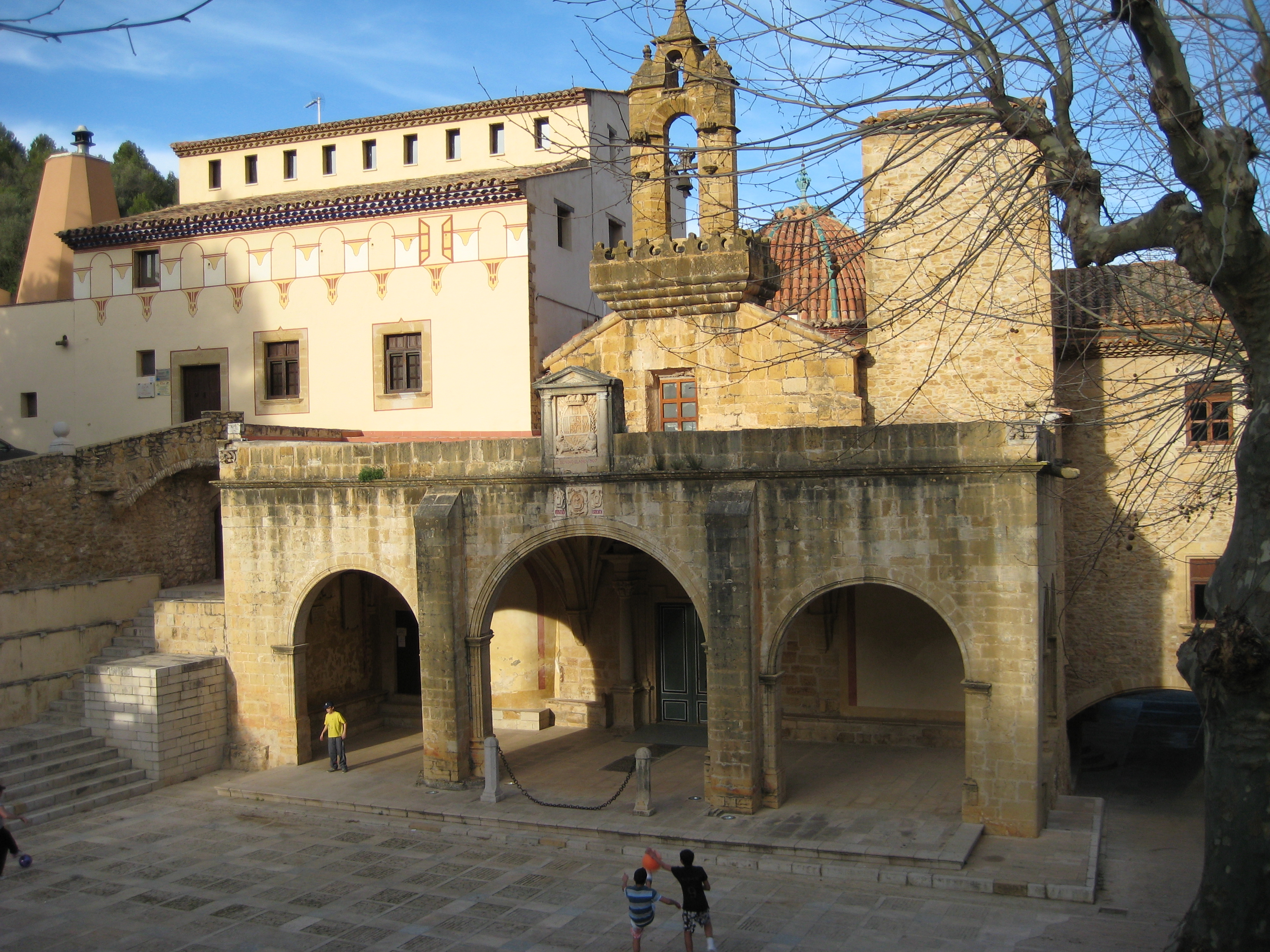
Wallfahrtskirche
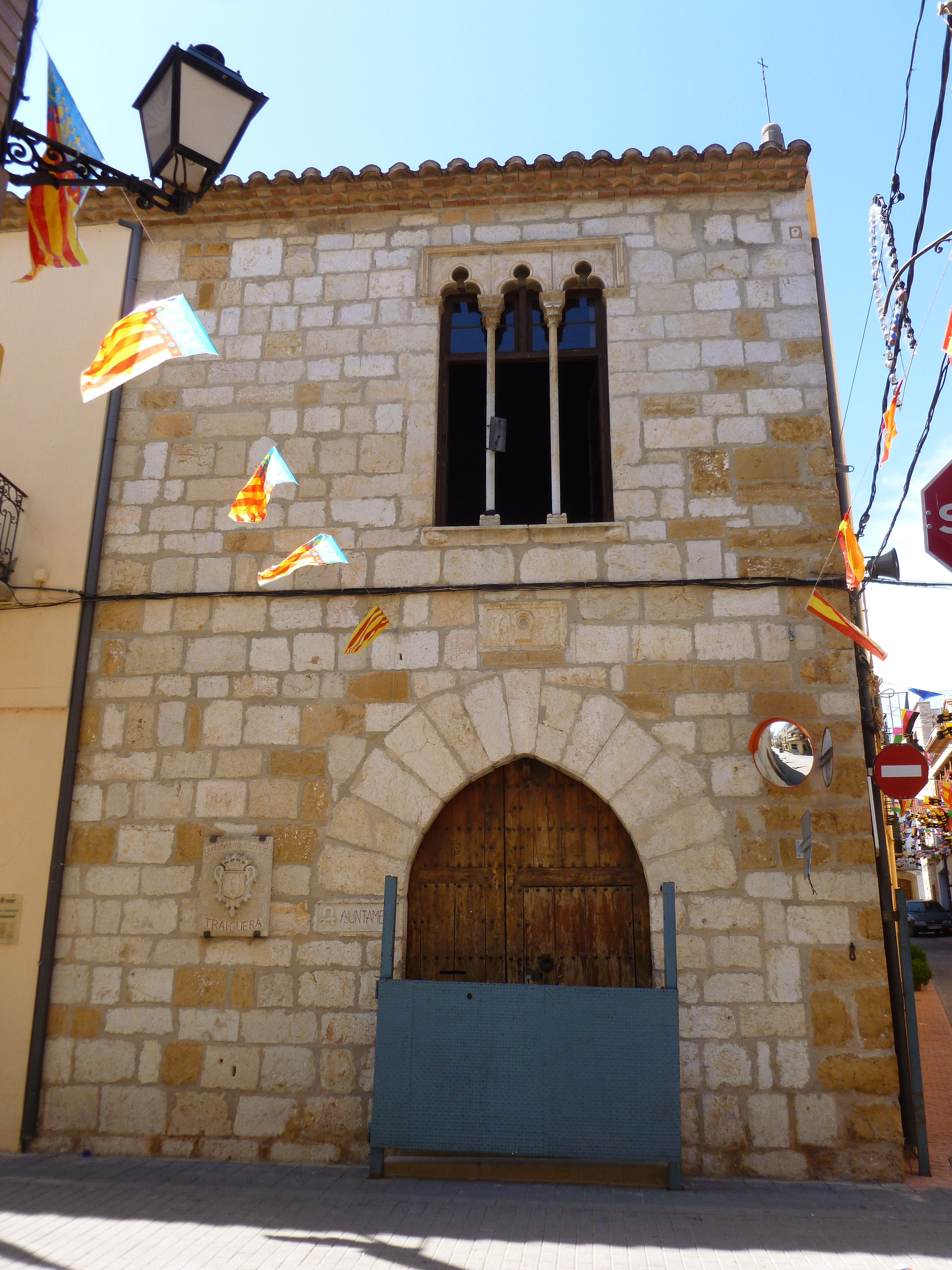
Rathaus

## Söhne und Töchter der Gemeinde
- Pedro Labernia Esteller (1802–1860), Philologe
- Vicent Sanz Arnau (* 1966), Schriftsteller